# Flugunfall einer Boeing 707 der Azerbaijan Airlines bei Baku
Beim Flugunfall einer Boeing 707 der Azerbaijan Airlines bei Baku verunglückte am 30. November 1995 die auf dem Flughafen Ürümqi-Diwopu in der Volksrepublik China gestartete Boeing 707-323C-Frachtmaschine 4K-401 der staatlichen Fluggesellschaft Azerbaijan Airlines kurz vor der Landung auf dem Flughafen Baku. Bei dem Unfall wurden zwei der sechs Besatzungsmitglieder an Bord der Maschine getötet.

## Maschine
Bei der Maschine handelte es sich um eine Boeing 707-323C, die im Jahr 1967 im Werk von Boeing auf dem Boeing Field im US-Bundesstaat Washington als die 663. Boeing 707 aus laufender Produktion mit der Werksnummer 19584 endmontiert wurde. Die Maschine wurde von Boeing mit dem Luftfahrzeugkennzeichen N8404 zugelassen. Der Erstflug der Maschine erfolgte am 29. Dezember 1967, am 11. Januar 1968 wurde sie an die American Airlines ausgeliefert, wo sie mit der Flottennummer 404 in Betrieb ging. Im August 1983 wurde die Maschine ausgeflottet und an die Firma Nautilus Sportswear verkauft, die diese am 13. August 1983 in Betrieb nahm. Vom 31. März 1984 bis zum 31. Juli 1984 war die Maschine an eine Fluggesellschaft namens Premiere Airlines verleast. Zum 1. Januar 1985 kaufte die Firma Exec-Aire die Maschine. Ab dem 1. November 1985 war die Maschine an die Southern Air verleast, die diese jedoch für die Burlington Air Express betrieb. In dieser Zeit war die Maschine nacheinander mit zwei völlig verschiedenen Bemalungen der Burlington Air Express versehen. Im Januar 1992 kaufte die Buffalo Airways die Maschine. Sie verleaste sie ab dem 23. Juni 1993 an die Air UK und ab dem 10. Oktober 1993 an die AZAL Avia Cargo, ein Tochterunternehmen der Azerbaijan Airlines, das Frachtflüge durchführt. Am 8. Mai 1994 übernahm die Phoenix Air die Maschine und verleaste sie ab dem 31. Juli 1994 an die Merpati Nusantara Airlines. Ab dem 5. April 1995 war die Maschine an die Azerbaijan Airlines verleast, wo sie mit dem Luftfahrzeugkennzeichen 4K-401 betrieben wurde. Die Maschine war in einer "neutralisierten" Bemalung der Merpati Nusantara Airlines in Betrieb, mit deren Logo auf dem Leitwerk, jedoch ohne Betreiberschriftzug, auch wurde von der Azerbaijan Airlines kein eigener Betreiberschriftzug aufgetragen. Das vierstrahlige Langstrecken-Schmalrumpfflugzeug war mit vier Turbojettriebwerken des Typs Pratt & Whitney JT3D-3B ausgestattet.

## Besatzung und Flugplan
Mit der Maschine wurde ein internationaler Frachtflug vom Flughafen Ürümqi-Diwopu in der Volksrepublik China zum Flughafen Baku in Aserbaidschan geflogen. Es befand sich eine sechsköpfige Besatzung an Bord.

## Unfallhergang
Nach dem Start der Maschine in Ürümqi ließ sich das Fahrwerk nicht mehr einfahren. Anstatt umzukehren und den Defekt beheben zu lassen, beschloss die Besatzung, mit der Maschine zum Zielflughafen Baku durchzufliegen. Aufgrund des ausgefahrenen Fahrwerks hatte die Maschine auf dem Flug jedoch einen erheblichen Kerosinverbrauch. Es gelang der Besatzung, mit der Maschine bis in den Luftraum Aserbaidschans zu gelangen, jedoch befand sich im Anflug auf Baku nur noch sehr wenig Kerosin in den Tanks. Die Piloten unternahmen zunächst einen Fehlanflug, sie überflogen dabei die Landebahn in Baku in geringer Höhe und flogen dann eine Rechtskurve, um die Maschine erneut für einen Endanflug auszurichten. Kurz darauf fielen die Triebwerke aufgrund von Treibstoffmangel aus. Die Maschine verlor an Höhe, streifte die Pfosten einer Straßenbrücke und stürzte 9 Kilometer vom Flughafen entfernt in ein Feld. Dabei kamen zwei Besatzungsmitglieder ums Leben.

## Ursachen
Bei der Unfalluntersuchung wurden mehrere Faktoren festgestellt, die zu dem Unfall beigetragen hatten. Durch eine Fehlfunktion des Einfahrmechanismus für das Fahrwerk blieb dieses ausgefahren, was zu einem erheblichen Kerosinverbrauch geführt hatte. Zudem war es der Besatzung im Anflug auf Baku zunächst nicht möglich, das linke Hauptfahrwerk in der ausgefahrenen Position zu arretieren, weshalb ein Fehlanflug mit geringen Treibstoffreserven durchgeführt werden musste. Die Tankanzeigen waren zudem ungenau, weshalb die Besatzung keine korrekten Angaben zu den Treibstoffvorräten hatte und deswegen nicht im Handbuch nach Empfehlungen des Herstellers für Flüge mit wenig Treibstoff nachschlug. Ferner gab es keine Mitteilung der Fluggesellschaft hinsichtlich der Eigenschaften der Treibstoffanlage der Boeing 707, sodass die Besatzung nicht in der Lage war, den optimalen Betriebsmodus für Flüge mit wenig Kraftstoff zu identifizieren und anzuwenden. Schließlich wurde die inadäquate Firmenpolitik hinsichtlich Betrieb und Wartung auf Seiten der betroffenen Unternehmen Baku Air and ALG Inc. beanstandet.